# Championnats d'Amérique du Sud d'athlétisme espoirs
Les Championnats d'Amérique du Sud d'athlétisme espoirs sont organisés au bénéfice des athlètes de moins de 23 ans, tous les deux ans, par la Confédération sud-américaine d'athlétisme depuis 2004. En 2006 et 2010, ces championnats faisaient partie des Jeux sud-américains.

## Editions
|    | Année | Ville        | Pays      | Date                   | Stade                                                  | Épreuves | Athlètes    |
| -- | ----- | ------------ | --------- | ---------------------- | ------------------------------------------------------ | -------- | ----------- |
| 1  | 2004  | Barquisimeto | VEN       | 26–27 June             | Polideportivo Máximo Viloria                           | 44       | 310         |
| 2  | 2006  | Buenos Aires | Argentine | 10–12 November         | Centro Nacional de Alto Rendimiento Deportivo (CeNARD) | 44       | 410         |
| 3  | 2008  | Lima         | Pérou     | 6–7 September          | Estadio de la Villa Deportiva Nacional (VIDENA)        | 44       | environ 260 |
| 4  | 2010  | Medellín     | Colombie  | 20–23 March            | Complexe sportif Atanasio-Girardot                     | 44       |             |
| 5  | 2012  | São Paulo    | Brésil    | 22–23 September        | Estádio Ícaro de Castro Melo                           | 44       | 240         |
| 6  | 2014  | Montevideo   | Uruguay   | 3–5 October            | Pista de Atletismo Darwin Piñeyrúa                     | 44       | 310         |
| 7  | 2016  | Lima         | Pérou     | 23–25 September        | Estadio Atlético La Videna                             | 44       | 237         |
| 8  | 2018  | Cuenca       | Équateur  | 29–30 September        | Pista de Atletismo Jefferson Pérez                     | 44       | 233         |
| 9  | 2021  | Guayaquil    | Équateur  | 16–17 October          | Estadio Modelo Alberto Spencer                         | 45       |             |
| 10 | 2022  | Cascavel     | Brésil    | 30 September–2 October |                                                        | 45       |             |